# Джоел Гріншілдс
Джоел Гріншілдс (англ. Joel Greenshields, 14 квітня 1988) — канадський плавець.
Учасник Олімпійських Ігор 2008 року.